# Agrilus nevermanni
Agrilus nevermanni é uma espécie de inseto do género Agrilus, família Buprestidae, ordem Coleoptera.
Foi descrita cientificamente por Fisher, em 1929.